# لياندرو جيلبي
لياندرو جيلبي (بالإسبانية: Leandro Gelpi)‏ (27 فبراير 1991 الأوروغواي - ) هو لاعب كرة قدم أوروغواني، يلعب كحارس مرمى.

## روابط خارجية
- لياندرو جيلبي على موقع الاتحاد الدولي (مؤرشف)  (الإنجليزية)
- لياندرو جيلبي على موقع إي إس بي إن إف سي (الإنجليزية)
- لياندرو جيلبي على موقع قاعدة بيانات كرة القدم.إي يو (الإنجليزية)
- لياندرو جيلبي على موقع Soccerway.com (الإنجليزية)
- لياندرو جيلبي على موقع عالم كرة القدم.نت (الإنجليزية)
- لياندرو جيلبي على موقع أوليمبيديا (الإنجليزية)
- لياندرو جيلبي على موقع AS.com (الإسبانية)